# Serra la Bassa
La Serra la Bassa és una serra situada entre els municipis de Camarasa i de les Avellanes i Santa Linya a la comarca de la Noguera, amb una elevació màxima de 611 metres.